# Silvio Maiga
Silvio Maiga (1949. június 14. –) olasz rali-navigátor.

## Pályafutása
Négy rali-világbajnoki győzelmet és további két dobogós helyezést szerzett navigátorként. Az 1973-as Monte-Carlo-ralin, Amilcare Ballestrieri társaként debütált a világbajnokságon. Az 1976-os szezont Sandro Munarival együtt teljesítette; kettősük megnyerte a monacói, a portugál és a Korzika-ralit. 1977-ben Munari megnyerte a sorozatot, Silvio azonban csak az újabb monacói sikernél volt mellette.

### Rali-világbajnoki győzelmei
| #  | Dátum               | Rali             | Versenyző     | Autó              | Összefoglaló |
| -- | ------------------- | ---------------- | ------------- | ----------------- | ------------ |
| 1. | 1976. január 17-24  | Monte Carlo-rali | Sandro Munari | Lancia Stratos HF | Összefoglaló |
| 2. | 1976. március 10-14 | Portugál rali    | Sandro Munari | Lancia Stratos HF | Összefoglaló |
| 3. | 1976. november 6-7  | Korzika-rali     | Sandro Munari | Lancia Stratos HF | Összefoglaló |
| 4. | 1977. január 22-28  | Monte Carlo-rali | Sandro Munari | Lancia Stratos HF | Összefoglaló |

## Külső hivatkozások
- Profilja a rallybase.nl honlapon
- Profilja a juwra.com honlapon